# Nani Roma
Nani Roma, de son vrai nom Joan Roma Cararach, est un pilote espagnol de moto et auto de rallye-raid et de rallye né le 7 février 1972 à Folgueroles en Espagne.

## Biographie

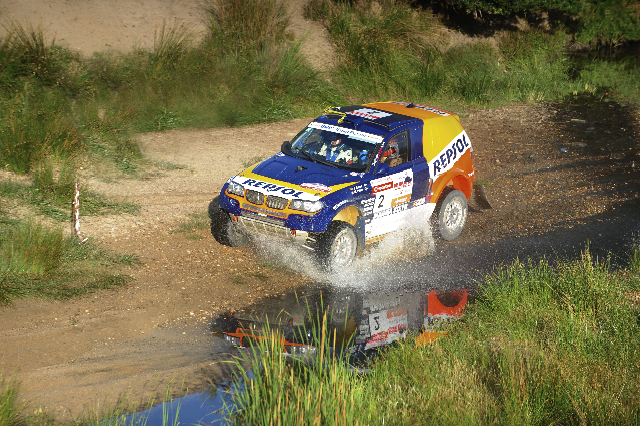
Nani Roma à la Baja España-Aragón en 2009 sur BMW X3 CC Repsol-X Raid.

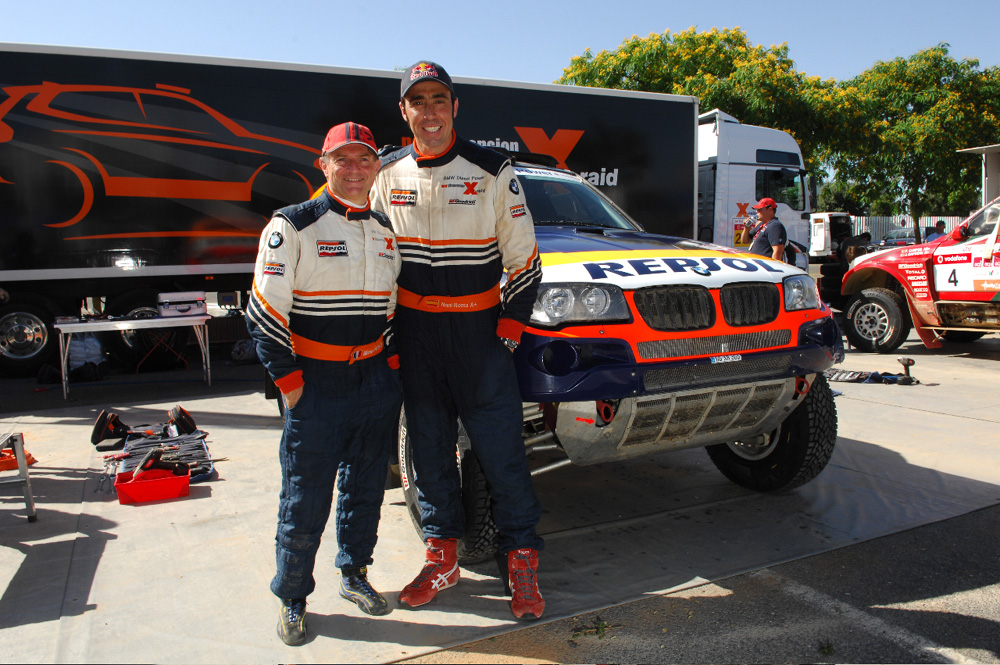
Michel Périn et Nani Roma, toujours en 2009.

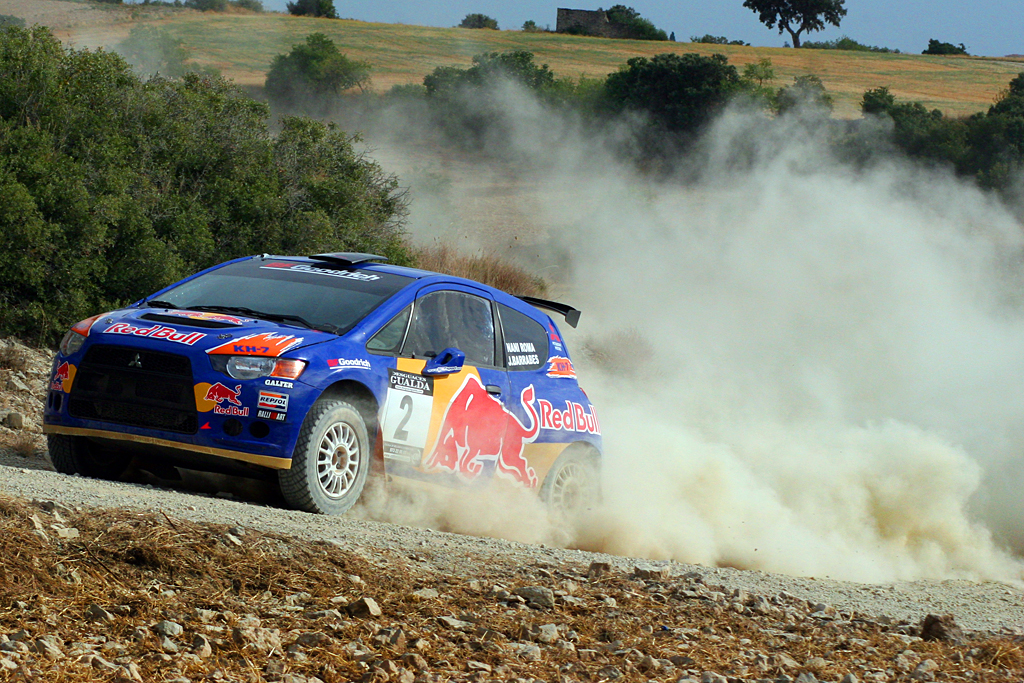
Nani Roma au rallye Terre de la cîté de Cervera en 2010, sur Mitsubishi Colt.

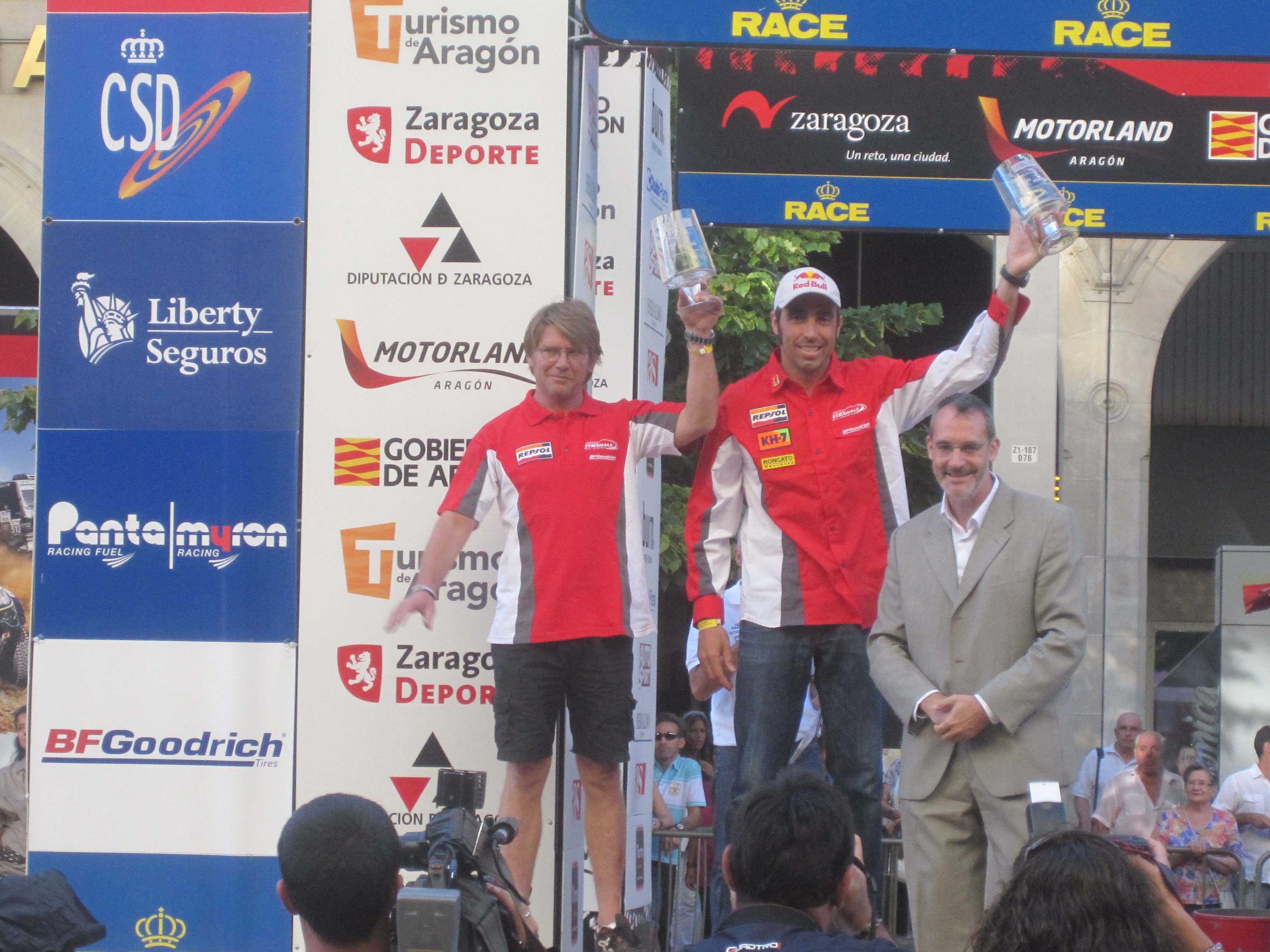
Roma à Saragosse en 2010.

Vainqueur du Rallye Dakar en 2004 en moto, il s'engage l'année suivante dans la catégorie auto. 
Dix ans plus tard il remporte le Dakar 2014 en auto, et devient le troisième pilote de l'histoire vainqueur de l'épreuve dans la catégorie moto et auto.
Il compte 25 participations au Rallye Dakar.
Sa partenaire en rallye est Pilar Barceló depuis 2011.
Ses copilotes successifs en rallye-raid sont Henri Magne, Lucas Cruz, Michel Périn, Alex Haro, Daniel Oliveras.

## Vie privée
En 2022, il annonce souffrir d'un cancer de la vessie,

## Palmarès(à août 2014)

### Motos
- 1991 :
 2e du championnat espagnol de Cross Country Junior 125 cm³

- 1992 :
 5e du championnat européen de Cross Country Senior 125 cm³

- 1993 :
 4e du championnat espagnol de Cross Country Senior
 Médaille de Bronze lors du Concours International des Six Jours d'Enduro (ISDE)

- 1994 :
- 1er du championnat européen de Cross Country Senior
- Médaille d'Or lors de l'ISDE
 4e du championnat espagnol de Cross Country Senior

- 1995 :
- 1er de la Baja España-Aragón (KTM)
 2e du championnat espagnol de Cross Country 4T
 Médaille de Bronze lors de l'ISDE

- 1996 :
 3e du championnat espagnol de Cross Country 4T
 2e du championnat du Monde de Cross Country 4T
 (1re participation au Rallye Dakar)

- 1997 :
- 1er du championnat espagnol de Cross Country
- 1er de la Baja España-Aragón (KTM)

- 1999 :
- 1er de la Baja España-Aragón (KTM)
- Médaille d'Or lors de l'ISDE
 2e du Rallye d'Égypte
 2e du Rallye-raid de Dubaï

- 2000 :
 Médaille de Bronze lors de l'ISDE

- 2001 :
 Médaille de Bronze lors de l'ISDE

- 2002 :
- 1er du Rallye de Tunisie
- 1er de la Baja España-Aragón (KTM)

- 2003 :
- 1er du Rallye d'Égypte
 3e du rallye de Tunisie
 3e du rallye du Maroc

- 2004 :
- 1er du Rallye Dakar

### Autos
- 2005 :
- 1er de la Baja España-Aragón (Mitsubishi)
4e du rallye du Maroc
4e du rallye de Patagonie-Patacama

- 2006 :
2e du rallye transibérique avec Henri Magne sur Mitsubishi Evo
2e du rallye de la Pampa
3e du rallye Dakar

- 2007 :
2e du rallye transibérique avec Lucas Cruz sur Mitsubishi Evo
2e de la baja España-Aragón

- 2008 :
2e de la baja España-Aragón

- 2009 :
- 1er de la Baja España-Aragón avec Michel Périn sur BMW
- Champion de Catalogne des rallyes de Terre

- 2010 :
- 1er du rallye Terre de Guijuelo (championnat espagnol des rallyes terre)

- 2011 :
- 1er du rallye Terre de Cervera (championnat espagnol des rallyes terre)
3e du rallye de Tunisie sur BMW X3 du team X-Raid

- 2012 :
- 1er du rallysprint les Corbes
- 1er du rallye Terre Pla d'Urgell
- 1er du rallye Terre de Cervera
- 1er du rallye Terre de Vidreres-la Selva
- 1er du rallye La Terrissa
2e du rallye Desafío Litoral (Dakar Series)
2e du rallye Dakar

- 2013 :
- 1er de l'Abu Dhabi Desert Challenge avec Michel Périn sur BMW (Coupe du monde)
- 1er du rallye Desafio Ruta 40 avec Michel Périn sur BMW (Dakar Series)
- 1er de la Baja España-Aragón avec Michel Périn sur BMW (Coupe du monde)
- 1er de la Baja de Hongrie avec Michel Périn sur BMW (Coupe du monde)
- 1er du rallysprint les Corbes
3e de la Coupe du monde des rallyes tout-terrain[3]
4e du rallye Dakar

- 2014 :
- 1er du rallye Dakar
- 1er du rallye La Terrissa
- 1er du rallye Andalucía-Benahavís (championnat Terre)
- 1er de la Baja (España)-Aragón avec Michel Périn sur BMW (Coupe du monde)
- 1er du Desafío Inca avec Michel Périn sur Mini All 4 Racing (Daker Series)

- 2015 :
- 1er de la Baja España-Aragón
- 1er du rallye Terre circuit de Navarre
- vice-champion d'Espagne des rallyes Terre

### Détails du Rallye Dakar
(25 participations - 25 victoires d'étapes, sur deux ou quatre roues)

#### Motos
- 1996 : Abandon
- 1998 : Abandon (1 étape)
- 1999 : 10e (1 étape)
- 2000 : 17e (4 étapes)
- 2001 : Abandon (3 étapes)
- 2002 : Abandon (1 étape)
- 2003 : Abandon (1 étape)
- 2004 : Vainqueur (2 étapes)

#### Autos
- 2005 : 6e
- 2006 : 3e
- 2007 : 13e
- 2009 : 10e (1 étape)
- 2010 : Abandon (1 étape)
- 2011 : Abandon
- 2012 : 2e (3 étapes)
- 2013 : 4e (4 étapes, dont la dernière)
- 2014 : Vainqueur (2 étapes)
- 2015 : Exclusion (1 étape)
- 2016 : 6e
- 2017 : 4e
- 2018 : Abandon
- 2019 : 2e
- 2020 : 27e
- 2021 : 5e
- 2022 : 52e
- 2024 : 44e
- 2025 : 31e (1 étape)